# Lillian Boutté
Lillian Boutté (New Orleans (Louisiana), 6 augustus 1949 – 23 mei 2025) was een Amerikaanse jazzzangeres. Ze is de oudere zus van jazzzanger John Boutté.

## Jeugd
Boutté zong als kind in het Golden Voices Choir en won op elfjarige leeftijd een zangwedstrijd. Ze behaalde een bachelordiploma in muziektherapie aan de Xavier Universiteit van Louisiana in New Orleans.

## Carrière
In 1973 werd zij ingehuurd door Allen Toussaint als achtergrondzangeres bij zijn projecten als producer, waar zij zong bij o.a. James Booker, Patti LaBelle, The Pointer Sisters, The Neville Brothers en Dr. John. Van 1979 tot 1983 acteerde en zong zij in de musical One Mo' Time. In 1982 nam zij met de "Magnolia Jazz Band" een gospelplaat op in Molde onder de titel New Orleans Gospel I Molde Kirke.
In 1986 kreeg ze de titel van "New Orleans Music Ambassador". Daarmee was ze na Louis Armstrong de tweede jazzlegende in de geschiedenis van de stad die deze eer te beurt viel.
Ze verschijnt ook in de bekroonde documentaire Piano Players Barely Play Together (1982) naast pianisten Professor Longhair, Allen Toussaint en Tuts Washington. Ze speelde een bijrol in de film Angel Heart (1986) van Alan Parker en was samen met Brownie McGhee betrokken bij de soundtrack. Naast de albums met haar eigen band maakte zij opnames met Dr. John en Humphrey Lyttelton.
Tijdens haar tournees door Europa begon ze op te nemen met groepen in Noorwegen en Denemarken en trouwde ze met de Duitse jazzmuzikant Thomas L'Etienne, met wie ze het ensemble "New Orleans Ensemble" vormde. Als "Lillian Boutté & Her Musical Friends" maakte zij een aantal live-albums, waaronder  Back Together Again (Live At Porgy & Bess) in Terneuzen.
In Europa trad ze op met producties als Spirit of Louisiana (1992), met haar eigen band en haar man Thomas L'Etienne, evenals met de Barrelhouse Jazzband , de Maryland Jazz Band of Cologne en de Breda All Stars, evenals met Pee Wee Ellis (Spirit of Christmas, 2013). Pllatopnames werden gemaakt met Peter “Banjo” Meyer, de Europese New Orleans All Stars rond Chris Barber en Oscar Klein en compilatie-platen met Dirk Raufeisen en Christian Willisohn.
In 2004 trad ze op met Christian Willisohn en zijn band en andere artiesten op het Bowers & Wilkins Rhythm'n'Blues Festival in Halle in Westfalen.

## Ziekte
Lillian Boutté lijdt aan de Ziekte van Alzheimer. Sinds juli 2016 wordt ze door haar familie thuis verzorgd in New Orleans.
Bouté overleed in mei 2025 op 75-jarige leeftijd.